# Тинести костенурки
Тинестите костенурки (Kinosternidae) са семейство влечуги от разред Костенурки (Testudines). Описани са 25 вида от четири рода, но таксономичната класификация е нестабилна и отделните източници цитират различен брой (от 22-23 вида  до 25 вида ). Обитават бавно-течащи води, често с меки тинести дъна, обрасли с водна растителност. Представителите се срещат в Северна, Централна и Южна Америка.
Притежават мускусни жлези, разположени около връзката на пластрона и карапакса, който могат да мускусен секрет, с неприятна миризма, като защитна реакция срещу неприятели.

## Външен вид
Тинестите костенурки имат овален до удължен, сравнително изпъкнал карапакс с очертан среден кил. Главата е не много голяма, с възможност за скриване под черупката. Пластронът обикновено притежава еластични връзки. Окраската варира от черна, кафява, зелена и дори до жълтеникава. Повечето видове нямат отличителни петна и ивици по черупката, но при някои има лъчеобразни черни линии на всяко рогово щитче на карапакса. Някои видове притежават характерна жълтеникава ивица по продължние на главата и шията.

## Физически характеристики
Тинестите костенурки са сред най-малките представители на разреда. При тях дължината на карапакса е между 8 и 18 cm, но при някои представители е значително по-голяма - 27 cm (Kinosternon scorpioides) и дори 30 cm (Staurotypus triporcatus) .

## Местообитание
Както подсказва името на семейството, обитават тинести дъна на блата, мочурища, диги, езера и бавно течащи реки. Има известно предпочитание за подсемейство Staurotypinae към по-чисти, и по-бързо течащи води .

## Разпространение
Подсемейство Kinosterninae обитава източната част на Северна Америка на юг до Амазония в Южна Америка. Представителит на подсемейство Staurotypinae са предимно обитатели на Карибите, Мексиканския залив и тихоокеанските водни басени на Централна Америка.

## Начин на живот и хранене
Всички представители на семейството са предимно хищници, хранещи се с ракообразни, водни насекоми, прешленести червеи, мекотели, земноводни и риба, много рядко и с мърша. Някои отделни представители са всеядни.

## Размножаване
Тинестите костенурки, отлагат малко на брой яйца (от 1 до 4, рядко от 13 до 16) в периода от късна пролет до ранно лято. Инкубацията на яйцата трае от 100 до 150 дни. След излюпването малките на някои видове прекарват зимата в хибернация заравяйки се дълбоко в гнездото и излизат на повърхността чак през следващата пролет. Възрастните индивиди на някои представители също прекарват зимата на сушата, в дупки с малък отвор за поемане на въздух.
Тинестите костенурки сред единствените костенурки, за които се подозира, че полагат грижи за поколението. Изследвания при жълтата тинеста костенурка (Kinosternon flavescens) от Небраска, САЩ показват, че женските могат да останат около мястото на яйцеполагане и дори да уринират върху яйцата, предпазвайки ги по този начин от хищници, в това число редица змии.

## Класификация на семейството
| Семейство Kinosternidae                   | Семейство Kinosternidae                                 | Семейство Kinosternidae    |
| Подсемейство Kinosterninae                | Подсемейство Kinosterninae                              | Подсемейство Kinosterninae |
| Род Kinosternon                           | Род Kinosternon                                         | Род Kinosternon            |
| ----------------------------------------- | ------------------------------------------------------- | -------------------------- |
| Табаскова тинеста костенурка              | Kinosternon acutum Gray, 1831                           |                            |
| Аламосова тинеста костенурка              | Kinosternon alamosae Berry & Legler, 1980               |                            |
| Централноамериканска тинеста костенурка   | Kinosternon angustipons Legler, 1965                    |                            |
| ... тинеста костенурка                    | Kinosternon arizonense Gilmore, 1923                    |                            |
| Ивичеста тинеста костенурка               | Kinosternon baurii (Garman, 1891)                       |                            |
| Джелискова тинеста костенурка             | Kinosternon chimalhuaca Berry, Seidel, & Iverson, 1996  |                            |
| Крейзерова тинеста костенурка             | Kinosternon creaseri Hartweg, 1934                      |                            |
| Колумбийска тинеста костенурка            | Kinosternon dunni Schmidt, 1947                         |                            |
| ... тинеста костенурка                    | Kinosternon durangoense Iverson, 1979                   |                            |
| Жълта тинеста костенурка                  | Kinosternon flavescens (Agassiz, 1857)                  |                            |
| Херерова тинеста костенурка               | Kinosternon herrerai Stejneger, 1925                    |                            |
| ... тинеста костенурка                    | Kinosternon hirtipes (Wagler, 1830)                     |                            |
| ... тинеста костенурка                    | Kinosternon integrum (Le Conte, 1954)                   |                            |
| Белоустна тинеста костенурка              | Kinosternon leucostomum Duméril, Bibron & Duméril, 1851 |                            |
| Оксакова тинеста костенурка               | Kinosternon oaxacae Berr & Iverson, 1980)               |                            |
| Скорпионова тинеста костенурка            | Kinosternon scorpioides (Linnaeus, 1766)                |                            |
| Сонорова тинеста костенурка               | Kinosternon sonoriense (Le Conte, 1854)                 |                            |
| Източна тинеста костенурка                | Kinosternon subrubrum (Bonnaterre, 1789)                |                            |
| Род Sternotherus                          |                                                         |                            |
| Гребенеста мускустна костенурка           | Sternotherus carinatus (Gray, 1856)                     |                            |
| Плоска мускустна костенурка               | Sternotherus depressus (Tinkle & Webb, 1955)            |                            |
| Голямоглава мускустна костенурка          | Sternotherus minor (Agassiz, 1857)                      |                            |
| Обикновена мускусна костенурка            | Sternotherus odoratus (Sonnini & Latreille, 1801)       |                            |
| Подсемейство Staurotypinae                |                                                         |                            |
| Род Claudius                              |                                                         |                            |
| Тесногръда мускусна костенурка            | Claudius angustatus Cope, 1865                          |                            |
| Род Staurotypus                           |                                                         |                            |
| Салвинова гигантска мускусна костенурка   | Staurotypus salvinii Gray, 1864                         |                            |
| Мексиканска гигантска мускусна костенурка | Staurotypus triporcatus (Wiegmann, 1828)                |                            |